# Žákova skála

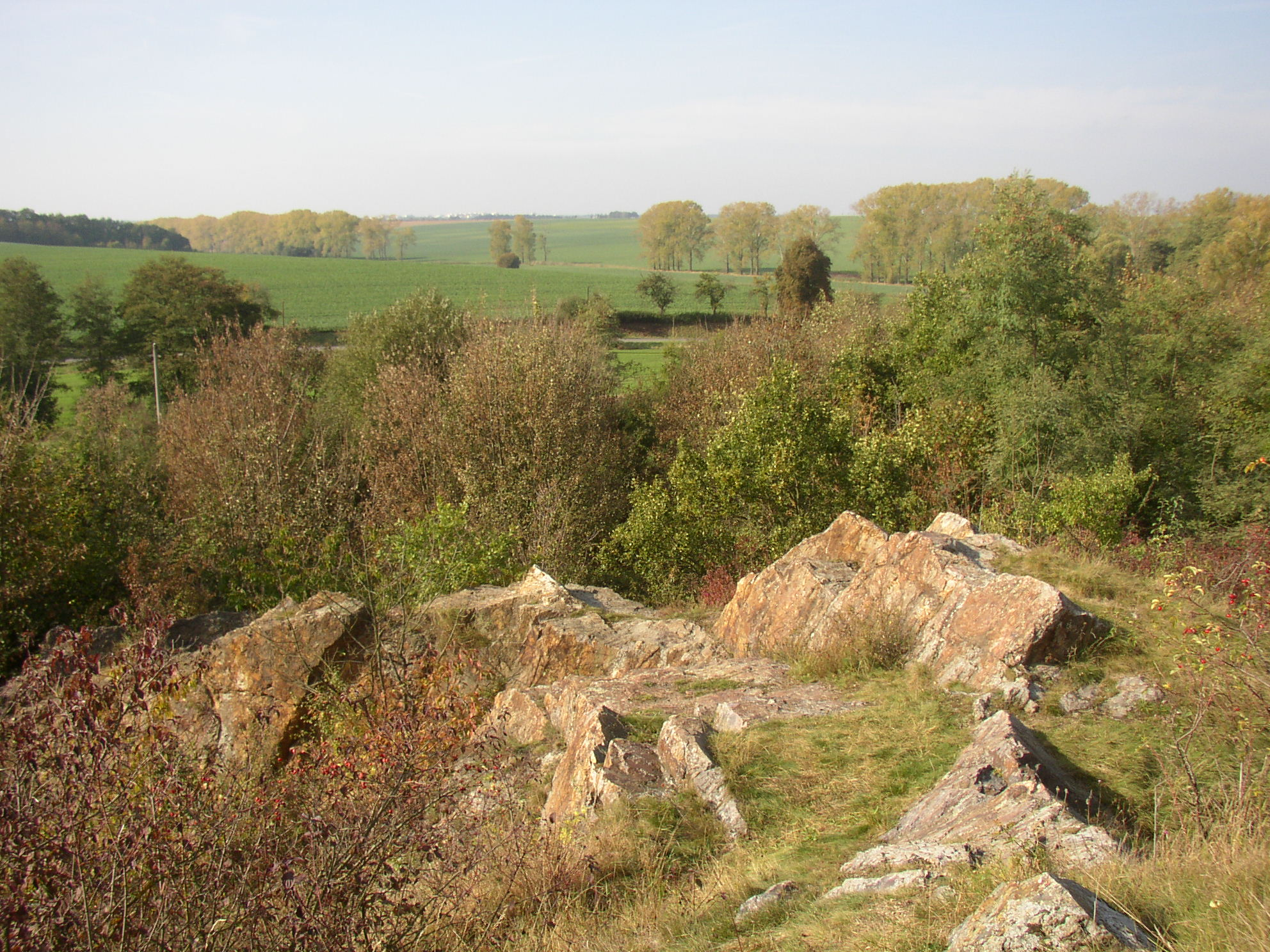
Výhled západním směrem

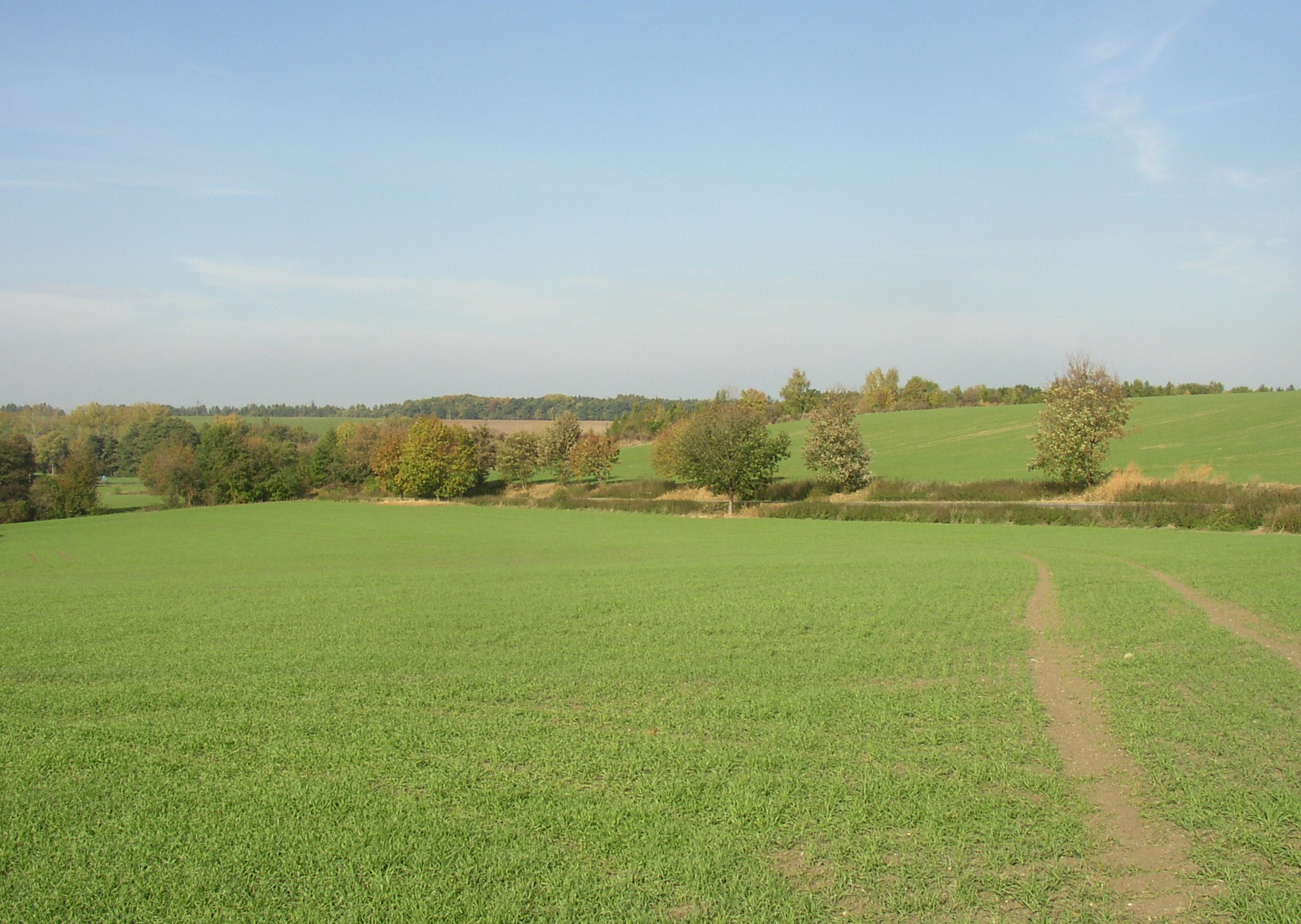
Celkový pohled na okolí skály od jihu

Žákova skála je osamocené buližníkové skalisko, pozůstatek opuštěného kamenolomu, v katastru obce Běloky, okres Kladno. Jedná se o významnou geologickou lokalitu, jednu ze dvou posledních dochovaných svého druhu na Kladensku (spolu s přírodní památkou Žraločí zuby).

## Poloha
Skála se nachází asi 15 km na ZSZ od centra Prahy a 1,1 km na JZ od Bělok a 1,5 km na SV od Hostouně, při silnici do Dobrovíze, poblíž samoty Žákův Mlýn (odtud někdy též označována jako Skála u Žákova Mlýna). Vystupuje nenápadně, téměř skrytá v okolní zeleni, po pravé straně mělkého údolí Dobrovízského potoka, těsně před jeho vyústěním do potoka Zákolanského. Geomorfologicky Žákova skála náleží k celku Pražská plošina, podcelku Kladenská tabule a okrsku Hostivická tabule. Nadmořská výška lokality se pohybuje kolem 325–330 m.

## Popis
Buližníky proterozoického stáří zde vystupují několik metrů nad povrch. Tento výchoz ještě obnažil drobný stěnový kamenolom (dnes opuštěný). Vývoj v pozdějších geologických obdobích, kdy se skalisko nalézalo při mořském pobřeží, dokládají stopy příbojové abraze. Svrchní partie skály představuje takřka školní ukázku transgrese – je částečně překryta vrstvou jílovcových sedimentů z období svrchní křídy (stupeň spodní turon). V těchto vrstvách se dochovalo množství zkamenělin, zejm. ústřic.

## Ochrana
Lokalita je výhledově doporučena na ochranu formou přírodní památky. Pro její uchování je podstatné bojovat proti vyskytujícímu se černému skládkování a zabránit případnému neschválenému lámání kamene či získávání zkamenělin.